# Abasiofilia
Abasiofilia (z gr. abazja „niemożność chodzenia” i philia „miłość”) – zaburzenie preferencji seksualnych polegające na odczuwaniu pociągu seksualnego do osób z dysfunkcjami narządów ruchu, w szczególności tych, które używają urządzeń ortopedycznych takich jak kule czy wózki inwalidzkie. Wyraz abasiofilia został użyty po raz pierwszy przez amerykańskiego psychologa i seksuologa Johna Moneya w 1990 roku w pracy na temat parafilii.